# Кросби (город, Миннесота)
Кросби (англ. Crosby) — город в округе Кроу-Уинг, штат Миннесота, США. На площади 9,5 км² (7,9 км² — суша, 1,6 км² — вода), согласно переписи 2002 года, проживают 2299 человек. Плотность населения составляет 291,5 чел./км².
- Телефонный код города — 218
- Почтовый индекс — 56441
- FIPS-код города — 27-13924[1]
- GNIS-идентификатор — 0642478[2]